# زیردریایی یو-۲۴۵
زیردریایی یو-۲۴۵ (به انگلیسی: German submarine U-245) یک زیردریایی بود که طول آن ۶۷٫۱ متر (۲۲۰ فوت ۲ اینچ) بود. این زیردریایی در سال ۱۹۴۳ ساخته شد.